# Yemassee
Yemassee es un pueblo ubicado en el condado de Hampton en el estado estadounidense de Carolina del Sur. La comunidad en el año 2000 tiene una población de 807 habitantes 11.6 km², con una densidad poblacional de 69.4 personas por km².

## Historia
La ciudad toma su nombre de los Pueblos nativos de los Estados Unidos, tribu del mismo nombre, el Yamasee, que era el aliado indio más importante de Carolina del Sur hasta la Guerra Yamasee de 1715.

## Geografía
Yemassee se encuentra ubicado en las coordenadas 32°41′41″N 80°51′11″O / 32.69472, -80.85306. Según la Oficina del Censo, el pueblo tiene un área total de 11,6 km² (4,5 mi²), de la cual11,6 km² (4,5 mi²) es tierra y 0 km² (0 mi²) (0.0%) es agua.

### Localidades adyacentes
El siguiente diagrama muestra a las localidades en un radio de 32 kilómetros (19,9 mi) de Yemassee.

## Demografía
En el 2000 la renta per cápita promedia del hogar era de $24.868, y el ingreso promedio para una familia era de $31.944. El ingreso per cápita para la localidad era de $14.186. En 2000 los hombres tenían un ingreso per cápita de $31.944 contra $19.375 para las mujeres. Alrededor del 22.90 % de la población estaba bajo el umbral de pobreza nacional. 